# Alexei Shirov
Alexei Dmitrievich Shirov (Aleksejs Širovs, Алексе́й Широв) (Riga, 4 de Julho de 1972) é um dos melhores jogadores de xadrez da actualidade, estando cotado no 11º lugar do ranking da FIDE de Julho de 2007, com um rating de 2735.

## Carreira
Shirov conquistou o Campeonato Mundial de sub-16 em 1988, foi vice-campeão de sub-20 em 1990, tendo conseguido o título de International Grandmaster em 1992. Alguns dos torneios internacionais que contam com Shirov na lista dos vencedores são: Biel em 1991, Madrid em 1997 (empatado com Veselin Topalov), Ter Apel também em 1997, Monte Carlo em 1998, Mérida em 2000, o Torneio Memorial Paul Keres em Tallinn em 2004 e 2005.
Em 1998 Shirov atingiu o quarto lugar no ranking mundial, o que lhe permitiu ser convidado um match de dez jogos contra Vladimir Kramnik para escolher o contendor pelo Campeonato do mundo de xadrez contra Garry Kasparov. Shirov venceu o match com duas vitórias, zero derrotas e sete empates, contudo, como o apoio financeiro para a realização da disputa não foi garantido o jogo com Kasparov não se realizou. Quando Kasparov jogou com Kramnik, em 2000, pelo título mundial, Shirov manteve-se irredutível, afirmando que o match não era representativo e que apenas ele tinha direito a defrontar Kasparov.
Em 2000, Shirov alcançou a final do Campeonanto do Mundo da FIDE em que perdeu para Viswanathan Anand.
Entre Maio e Junho de 2007 Alexei Shirov jogou o Torneio de Candidatos relativo ao Campeonato do mundo de 2007, vencendo na primeira ronda Michael Adams (+1-1=4, vencendo num playoff de rápidas) mas sendo eliminado na segunda, ao perder com Levon Aronian (+0-1=5).

## Vida pessoal
Em 1994 Shirov casou com a argentina Verónica Alvarez, mudando-se para Tarragona e adquirindo a cidadania espanhola. Apesar de ainda jogar pela selecção espanhola, Shirov voltou a residir na Letónia, encontrando-se casado com a mestre internacional e grande-mestre feminina lituana Viktorija Čmilytė.

## Estilo de jogo
Shirov é conhecido pelo seu estilo atacante e audaz, uma característica que possui em comum com o seu compatriota e antigo campeão mundial Mikhail Tal.

### Jogo exemplo
|   | a | b | c | d | e | f | g | h |   |
| 8 | e6 preto rei · f6 preto peão · g6 preto peão · d5 preto peão · a4 preto peão · h4 branco peão · c3 branco bispo · h3 preto bispo · g2 branco peão · g1 branco rei | e6 preto rei · f6 preto peão · g6 preto peão · d5 preto peão · a4 preto peão · h4 branco peão · c3 branco bispo · h3 preto bispo · g2 branco peão · g1 branco rei | e6 preto rei · f6 preto peão · g6 preto peão · d5 preto peão · a4 preto peão · h4 branco peão · c3 branco bispo · h3 preto bispo · g2 branco peão · g1 branco rei | e6 preto rei · f6 preto peão · g6 preto peão · d5 preto peão · a4 preto peão · h4 branco peão · c3 branco bispo · h3 preto bispo · g2 branco peão · g1 branco rei | e6 preto rei · f6 preto peão · g6 preto peão · d5 preto peão · a4 preto peão · h4 branco peão · c3 branco bispo · h3 preto bispo · g2 branco peão · g1 branco rei | e6 preto rei · f6 preto peão · g6 preto peão · d5 preto peão · a4 preto peão · h4 branco peão · c3 branco bispo · h3 preto bispo · g2 branco peão · g1 branco rei | e6 preto rei · f6 preto peão · g6 preto peão · d5 preto peão · a4 preto peão · h4 branco peão · c3 branco bispo · h3 preto bispo · g2 branco peão · g1 branco rei | e6 preto rei · f6 preto peão · g6 preto peão · d5 preto peão · a4 preto peão · h4 branco peão · c3 branco bispo · h3 preto bispo · g2 branco peão · g1 branco rei | 8 |
| 7 | e6 preto rei · f6 preto peão · g6 preto peão · d5 preto peão · a4 preto peão · h4 branco peão · c3 branco bispo · h3 preto bispo · g2 branco peão · g1 branco rei | e6 preto rei · f6 preto peão · g6 preto peão · d5 preto peão · a4 preto peão · h4 branco peão · c3 branco bispo · h3 preto bispo · g2 branco peão · g1 branco rei | e6 preto rei · f6 preto peão · g6 preto peão · d5 preto peão · a4 preto peão · h4 branco peão · c3 branco bispo · h3 preto bispo · g2 branco peão · g1 branco rei | e6 preto rei · f6 preto peão · g6 preto peão · d5 preto peão · a4 preto peão · h4 branco peão · c3 branco bispo · h3 preto bispo · g2 branco peão · g1 branco rei | e6 preto rei · f6 preto peão · g6 preto peão · d5 preto peão · a4 preto peão · h4 branco peão · c3 branco bispo · h3 preto bispo · g2 branco peão · g1 branco rei | e6 preto rei · f6 preto peão · g6 preto peão · d5 preto peão · a4 preto peão · h4 branco peão · c3 branco bispo · h3 preto bispo · g2 branco peão · g1 branco rei | e6 preto rei · f6 preto peão · g6 preto peão · d5 preto peão · a4 preto peão · h4 branco peão · c3 branco bispo · h3 preto bispo · g2 branco peão · g1 branco rei | e6 preto rei · f6 preto peão · g6 preto peão · d5 preto peão · a4 preto peão · h4 branco peão · c3 branco bispo · h3 preto bispo · g2 branco peão · g1 branco rei | 7 |
| 6 | e6 preto rei · f6 preto peão · g6 preto peão · d5 preto peão · a4 preto peão · h4 branco peão · c3 branco bispo · h3 preto bispo · g2 branco peão · g1 branco rei | e6 preto rei · f6 preto peão · g6 preto peão · d5 preto peão · a4 preto peão · h4 branco peão · c3 branco bispo · h3 preto bispo · g2 branco peão · g1 branco rei | e6 preto rei · f6 preto peão · g6 preto peão · d5 preto peão · a4 preto peão · h4 branco peão · c3 branco bispo · h3 preto bispo · g2 branco peão · g1 branco rei | e6 preto rei · f6 preto peão · g6 preto peão · d5 preto peão · a4 preto peão · h4 branco peão · c3 branco bispo · h3 preto bispo · g2 branco peão · g1 branco rei | e6 preto rei · f6 preto peão · g6 preto peão · d5 preto peão · a4 preto peão · h4 branco peão · c3 branco bispo · h3 preto bispo · g2 branco peão · g1 branco rei | e6 preto rei · f6 preto peão · g6 preto peão · d5 preto peão · a4 preto peão · h4 branco peão · c3 branco bispo · h3 preto bispo · g2 branco peão · g1 branco rei | e6 preto rei · f6 preto peão · g6 preto peão · d5 preto peão · a4 preto peão · h4 branco peão · c3 branco bispo · h3 preto bispo · g2 branco peão · g1 branco rei | e6 preto rei · f6 preto peão · g6 preto peão · d5 preto peão · a4 preto peão · h4 branco peão · c3 branco bispo · h3 preto bispo · g2 branco peão · g1 branco rei | 6 |
| 5 | e6 preto rei · f6 preto peão · g6 preto peão · d5 preto peão · a4 preto peão · h4 branco peão · c3 branco bispo · h3 preto bispo · g2 branco peão · g1 branco rei | e6 preto rei · f6 preto peão · g6 preto peão · d5 preto peão · a4 preto peão · h4 branco peão · c3 branco bispo · h3 preto bispo · g2 branco peão · g1 branco rei | e6 preto rei · f6 preto peão · g6 preto peão · d5 preto peão · a4 preto peão · h4 branco peão · c3 branco bispo · h3 preto bispo · g2 branco peão · g1 branco rei | e6 preto rei · f6 preto peão · g6 preto peão · d5 preto peão · a4 preto peão · h4 branco peão · c3 branco bispo · h3 preto bispo · g2 branco peão · g1 branco rei | e6 preto rei · f6 preto peão · g6 preto peão · d5 preto peão · a4 preto peão · h4 branco peão · c3 branco bispo · h3 preto bispo · g2 branco peão · g1 branco rei | e6 preto rei · f6 preto peão · g6 preto peão · d5 preto peão · a4 preto peão · h4 branco peão · c3 branco bispo · h3 preto bispo · g2 branco peão · g1 branco rei | e6 preto rei · f6 preto peão · g6 preto peão · d5 preto peão · a4 preto peão · h4 branco peão · c3 branco bispo · h3 preto bispo · g2 branco peão · g1 branco rei | e6 preto rei · f6 preto peão · g6 preto peão · d5 preto peão · a4 preto peão · h4 branco peão · c3 branco bispo · h3 preto bispo · g2 branco peão · g1 branco rei | 5 |
| 4 | e6 preto rei · f6 preto peão · g6 preto peão · d5 preto peão · a4 preto peão · h4 branco peão · c3 branco bispo · h3 preto bispo · g2 branco peão · g1 branco rei | e6 preto rei · f6 preto peão · g6 preto peão · d5 preto peão · a4 preto peão · h4 branco peão · c3 branco bispo · h3 preto bispo · g2 branco peão · g1 branco rei | e6 preto rei · f6 preto peão · g6 preto peão · d5 preto peão · a4 preto peão · h4 branco peão · c3 branco bispo · h3 preto bispo · g2 branco peão · g1 branco rei | e6 preto rei · f6 preto peão · g6 preto peão · d5 preto peão · a4 preto peão · h4 branco peão · c3 branco bispo · h3 preto bispo · g2 branco peão · g1 branco rei | e6 preto rei · f6 preto peão · g6 preto peão · d5 preto peão · a4 preto peão · h4 branco peão · c3 branco bispo · h3 preto bispo · g2 branco peão · g1 branco rei | e6 preto rei · f6 preto peão · g6 preto peão · d5 preto peão · a4 preto peão · h4 branco peão · c3 branco bispo · h3 preto bispo · g2 branco peão · g1 branco rei | e6 preto rei · f6 preto peão · g6 preto peão · d5 preto peão · a4 preto peão · h4 branco peão · c3 branco bispo · h3 preto bispo · g2 branco peão · g1 branco rei | e6 preto rei · f6 preto peão · g6 preto peão · d5 preto peão · a4 preto peão · h4 branco peão · c3 branco bispo · h3 preto bispo · g2 branco peão · g1 branco rei | 4 |
| 3 | e6 preto rei · f6 preto peão · g6 preto peão · d5 preto peão · a4 preto peão · h4 branco peão · c3 branco bispo · h3 preto bispo · g2 branco peão · g1 branco rei | e6 preto rei · f6 preto peão · g6 preto peão · d5 preto peão · a4 preto peão · h4 branco peão · c3 branco bispo · h3 preto bispo · g2 branco peão · g1 branco rei | e6 preto rei · f6 preto peão · g6 preto peão · d5 preto peão · a4 preto peão · h4 branco peão · c3 branco bispo · h3 preto bispo · g2 branco peão · g1 branco rei | e6 preto rei · f6 preto peão · g6 preto peão · d5 preto peão · a4 preto peão · h4 branco peão · c3 branco bispo · h3 preto bispo · g2 branco peão · g1 branco rei | e6 preto rei · f6 preto peão · g6 preto peão · d5 preto peão · a4 preto peão · h4 branco peão · c3 branco bispo · h3 preto bispo · g2 branco peão · g1 branco rei | e6 preto rei · f6 preto peão · g6 preto peão · d5 preto peão · a4 preto peão · h4 branco peão · c3 branco bispo · h3 preto bispo · g2 branco peão · g1 branco rei | e6 preto rei · f6 preto peão · g6 preto peão · d5 preto peão · a4 preto peão · h4 branco peão · c3 branco bispo · h3 preto bispo · g2 branco peão · g1 branco rei | e6 preto rei · f6 preto peão · g6 preto peão · d5 preto peão · a4 preto peão · h4 branco peão · c3 branco bispo · h3 preto bispo · g2 branco peão · g1 branco rei | 3 |
| 2 | e6 preto rei · f6 preto peão · g6 preto peão · d5 preto peão · a4 preto peão · h4 branco peão · c3 branco bispo · h3 preto bispo · g2 branco peão · g1 branco rei | e6 preto rei · f6 preto peão · g6 preto peão · d5 preto peão · a4 preto peão · h4 branco peão · c3 branco bispo · h3 preto bispo · g2 branco peão · g1 branco rei | e6 preto rei · f6 preto peão · g6 preto peão · d5 preto peão · a4 preto peão · h4 branco peão · c3 branco bispo · h3 preto bispo · g2 branco peão · g1 branco rei | e6 preto rei · f6 preto peão · g6 preto peão · d5 preto peão · a4 preto peão · h4 branco peão · c3 branco bispo · h3 preto bispo · g2 branco peão · g1 branco rei | e6 preto rei · f6 preto peão · g6 preto peão · d5 preto peão · a4 preto peão · h4 branco peão · c3 branco bispo · h3 preto bispo · g2 branco peão · g1 branco rei | e6 preto rei · f6 preto peão · g6 preto peão · d5 preto peão · a4 preto peão · h4 branco peão · c3 branco bispo · h3 preto bispo · g2 branco peão · g1 branco rei | e6 preto rei · f6 preto peão · g6 preto peão · d5 preto peão · a4 preto peão · h4 branco peão · c3 branco bispo · h3 preto bispo · g2 branco peão · g1 branco rei | e6 preto rei · f6 preto peão · g6 preto peão · d5 preto peão · a4 preto peão · h4 branco peão · c3 branco bispo · h3 preto bispo · g2 branco peão · g1 branco rei | 2 |
| 1 | e6 preto rei · f6 preto peão · g6 preto peão · d5 preto peão · a4 preto peão · h4 branco peão · c3 branco bispo · h3 preto bispo · g2 branco peão · g1 branco rei | e6 preto rei · f6 preto peão · g6 preto peão · d5 preto peão · a4 preto peão · h4 branco peão · c3 branco bispo · h3 preto bispo · g2 branco peão · g1 branco rei | e6 preto rei · f6 preto peão · g6 preto peão · d5 preto peão · a4 preto peão · h4 branco peão · c3 branco bispo · h3 preto bispo · g2 branco peão · g1 branco rei | e6 preto rei · f6 preto peão · g6 preto peão · d5 preto peão · a4 preto peão · h4 branco peão · c3 branco bispo · h3 preto bispo · g2 branco peão · g1 branco rei | e6 preto rei · f6 preto peão · g6 preto peão · d5 preto peão · a4 preto peão · h4 branco peão · c3 branco bispo · h3 preto bispo · g2 branco peão · g1 branco rei | e6 preto rei · f6 preto peão · g6 preto peão · d5 preto peão · a4 preto peão · h4 branco peão · c3 branco bispo · h3 preto bispo · g2 branco peão · g1 branco rei | e6 preto rei · f6 preto peão · g6 preto peão · d5 preto peão · a4 preto peão · h4 branco peão · c3 branco bispo · h3 preto bispo · g2 branco peão · g1 branco rei | e6 preto rei · f6 preto peão · g6 preto peão · d5 preto peão · a4 preto peão · h4 branco peão · c3 branco bispo · h3 preto bispo · g2 branco peão · g1 branco rei | 1 |
|   | a | b | c | d | e | f | g | h |   |

Durante o torneio de Linares de 1998 Shirov jogou com as pretas contra Veselin Topalov e venceu com um sacrifício num final de bispo e peão. As jogadas são indicadas em notação algébrica.
1.d4 Nf6 2.c4 g6 3.Nc3 d5 4.cxd5 Nxd5 5.e4 Nxc3 6.bxc3 Bg7 7.Bb5+ c6 8.Ba4 O-O 9.Ne2 Nd7 10.O-O e5 11.f3 Qe7 12.Be3 Rd8 13.Qc2 Nb6 14.Bb3 Be6 15.Rad1 Nc4 16.Bc1 b5 17.f4 exd4 18.Nxd4 Bg4 19.Rde1 Qc5 20.Kh1 a5 21.h3 Bd7 22.a4 bxa4 23.Ba2 Be8 24.e5 Nb6 25.f5 Nd5 26.Bd2 Nb4 27.Qxa4 Nxa2 28.Qxa2 Bxe5 29.fxg6 hxg6 30.Bg5 Rd5 31.Re3 Qd6 32.Qe2 Bd7 33.c4 Bxd4 34.cxd5 Bxe3 35.Qxe3 Re8 36.Qc3 Qxd5 37.Bh6 Re5 38.Rf3 Qc5 39.Qa1 Bf5 40.Re3 f6 41.Rxe5 Qxe5 42.Qa2+ Qd5 43.Qxd5+ cxd5 44.Bd2 a4 45.Bc3 Kf7 46.h4 Ke6 47.Kg1 Bh3! (Diagrama) 48.gxh3 Kf5 49.Kf2 Ke4 50.Bxf6 d4 51.Be7 Kd3 52.Bc5 Kc4 53.Be7 Kb3 0-1

## Livros de Shirov
Alexei Shirov escreveu dois livros com os seus melhores jogos:
- Shirov, Alexei (1995). Fire on Board: Shirov's Best Games. Everyman Chess. ISBN 1-85744-150-8.
- Shirov, Alexei (2005). Fire on Board, Part 2: 1997-2004. Everyman Chess. ISBN 1-85744-382-9.